# Kamen Rider Zero-One
Kamen Rider Zi-O Kamen Rider Saber
Kamen Rider Zero-One (仮面ライダーゼロワン, Kamen Raidā Zero Wan) est une série télévisée japonaise de type tokusatsu. Elle est la trentième série de la franchise et la première de l'ère Reiwa.
C'est la première série depuis Kamen Rider Black RX à avoir comme Kamen Rider principal un Rider avec un thème de sauterelle. La série a pour thème les relations entre l'être humain et l'intelligence artificielle et la singularité technologique.
La phrase d'accroche de la série est : « Il n'y a qu'un seul président d'entreprise qui soit le plus puissant du monde ! C'est moi ! » (世界最強の社長はただひとり！オレだ！, Sekai saikyō no shachō wa tada hitori! Ore da!).

## Résumé
Le Japon est entré dans une nouvelle ère. Fondée par Korenosuke Hiden, l'entreprise Hiden Intelligence, une société leader dans le domaine de l'intelligence artificielle a créé les HumaGear, des robots capables de réfléchir et d'assister les humains dans toutes leurs tâches du quotidien. Tout allait bien jusqu'au jour où Jin et Horobi, deux membres de l'organisation terroriste connue sous le nom de MetsubouJinrai.NET ont piraté plusieurs de ces HumaGears et les ont transformés en Magearka pour éliminer l’humanité. Pour répondre à la menace, le gouvernement a créé l'A.I.M.S. (Artificial Intelligence Military Service) pour détruire ces HumaGears sabotés.
Pendant ce temps, un lycéen qui voulait devenir un comédien malgré son terrible sens de l'humour, Aruto Hiden, a soudainement été nommé président de Hiden Intelligence après le décès de son grand-père. Bien qu'initialement désintéressé à cause de sa vie scolaire, Aruto change d'avis après avoir été témoin des attaques terroristes de MetsubouJinrai.NET  et devient Kamen Rider Zero-One pour soutenir l'A.I.M.S. tout en gardant les apparences en tant que PDG. Aruto se retrouve donc au cœur d'une bataille pour protéger les travaux de son entreprise d'une utilisation malveillante par les hackers mais aussi des services gouvernementaux qui considèrent les intelligences artificielles comme des menaces.
À partir de là, une guerre explosive a débuté entre Aruto, MetsubouJinrai.NET et A.I.M.S.

## Hiden Intelligence
Hiden Intelligence (飛電インテリジェンス, Hiden Interijensu) est la société qui développe les HumaGears, des IA avancées, conçues comme des humanoïdes artificiels qui assistent les véritables humains.

### Aruto Hiden
Aruto Hiden (飛電或人, Hiden Aruto) est un jeune homme qui est devenu PDG de Hiden Intelligence après le décès de son grand-père. Au départ, il ne souhaitait pas devenir président, mais témoin des attaques terroristes perpétrées par MetsubouJinrai.NET, il changea d'avis.  Après avoir reçu le Hiden Zero-One Driver, il se transforme en  Kamen Rider Zero-One (仮面ライダーゼロワン, Kamen Raidā Zerowan). Sa forme principale est Rising Hopper (ライジングホッパー, Raijingu Hoppā).
Il ne combat pas seulement MetsubouJinrai.NET, mais aussi l'A.I.M.S., qui sont hostiles à la croissance de l'IA et ne s'intéressent qu'à la promotion de l'humanité.
Depuis 2020, il fait face à une société rivale, ZAIA dont le président a voulu et a réussi à s'emparer de son entreprise lors d'une compétition.
Après avoir perdu cette compétition, Aruto a secrètement téléchargé tous les profils de personnalité des HumaGears à partir du satellite There avant que Gai ne puisse les effacer afin de pouvoir continuer l'héritage de Hiden. En les utilisant, Aruto et Is ont créé une nouvelle entreprise, Hiden Manufacturing Co., Ltd, avec lui-même comme présidentet est à nouveau comme son assistant[pas clair].
Après la démission de Gai, il redeviendra le président d'Hiden Intelligence.
Cependant, après qu'Horobi a détruit Is, Aruto ressent un profond désir de vengeance et de haine envers Horobi, ce qui a fait qu'As (se faisant passer pour Is) a pu facilement lui donner l'Ark-One Progrise Key et lui faire volontairement hérité du pouvoir d'Ark, le transformant en Kamen Rider Ark-One (仮面ライダーアークワン, Kamen Raidā Ākuwan).
Aruto est un individu joyeux qui aime faire rire les gens, et bien qu'il soit horrible, il ira au-delà pour s'assurer que les gens autour de lui sont heureux.
En raison de son éducation auprès d'un père Humagear, Aruto pense que comme les humains, les Humagears peuvent en effet avoir leurs propres rêves et prospérer aux côtés de l'humanité. Cependant, cela entrave ses sentiments personnels à leur égard au combat, en particulier avec ceux avec lesquels il avait développé un lien fort quand ces derniers  ont été transformés en Magia. Après avoir appris la vraie nature d'Ark, Aruto a commencé à montrer de la sympathie envers les membres de MetsubouJinrai.net, comprenant que leurs actions n'étaient pas de leur faute.
En raison du fait qu'Aruto est une création de Sougo Tokiwa à travers ses rêves, la mémoire d'Aruto n'est pas affecté par un changement temporel dans la chronologie.
Kamen Rider Zero-One est un hommage à Kamen Rider Ichigo de Kamen Rider :
- tous les deux sont les premiers Kamen Riders de leur ères ;
- tous les deux ont pour thème le même animal : la sauterelle ;
- tous les deux ont un nom en rapport avec le chiffre un.

Aruto Hiden est interprété par Fumiya Takahashi (高橋 文哉, Takahashi Fumiya).

#### Formes

##### Zero-One Driver

###### Rising Hopper(ライジングホッパー,Raijingu Hoppā?,Sauterelle ascendante)
La forme Rising Hopper est la forme principale de Zero-One, qui est accessible en insérant la Rising Hopper Progrise Key dans le Hiden Zero-One Driver.
Grâce aux pouvoirs de la sauterelle, Aruto devient agile et peut sauter très haut. L'attaque finale de Zero-One sous la forme Rising Hopper est Rising Impact (ライジングインパクト, Raijingu Impakuto).

###### Biting Shark(バイティングシャークフォーム,Baitingu Shāku?,Requin mordant)
La forme Biting Shark est la deuxième forme de Zero-One, qui est accessible en insérant la Biting Shark Progrise Key dans le Hiden Zero-One Driver. Elle permet à Aruto de respirer et se battre sous l'eau comme un requin. Il peut aussi utiliser ses avants-bras pour trancher et couper.
L'attaque finale de Zero-One sous la forme Biting Shark est Biting Impact (バイティングインパクト, Baitingu Impakuto).

###### Flying Falcon(フライングファルコン,Furaingu Farukon?,Faucon volant)
La forme Flying Falcon est la troisième forme de Zero-One, qui est accessible en insérant la Flying Falcon Progrise Key dans le Hiden Zero-One Driver. Elle permet de voler avec les ailes du faucon. La Flying Falcon Progrise Key est à un moment donné prise et utilisée par Kamen Rider Jin.
Aruto récupère cette Progrise Key après avoir vaincu et détruit Jin.
L'attaque finale de Zero-One sous la forme Flying Falcon est Flying Impact (フライングインパクト, Furaingu Impakuto).

###### Flaming Tiger(フレーミングタイガー,Furēmingu Taigā?,Tigre flamboyant)
La forme Flaming Tiger est la quatrième forme de Zero-One, qui est accessible en insérant la Flaming Tiger Progrise Key dans le Hiden Zero-One Driver,. Elle permet à Aruto de produire du feu. L'attaque finale de Zero-One sous la forme Flaming Tiger est Flaming Impact (フレーミングインパクト, Furēmingu Impakuto) .

###### Freezing Bear(フリージングベアー,Furījingu Beā?,Ours glaçant)
La forme Freezing Bear est la cinquième forme de Zero-One, qui est accessible en insérant la Freezing Bear Progrise Key dans le Hiden Zero-One Driver. Elle permet à Aruto de produire de la glace et de la contrôler. L'attaque finale de Zero-One sous la forme Freezing Bear est Freezing Impact (フリージングインパクト, Furījingu Impakuto).

###### Breaking Mammoth(ブレーキングマモス,Burēkingu Mamosu?,Mammouth brisant)
La forme Breaking Mammoth est la forme de mecha de Zero-One, qui est accessible en insérant la Breaking Mammoth Progrise Key dans le Hiden Zero-One Driver. Le mecha Breaking Mammoth a été développé dans le but de protéger les personnes contre les catastrophes à grande échelle, il a donc également de nombreuses fonctions en tant que système de sauvetage à grande échelle.
La forme Breaking Mammoth permet à Aruto de combattre les Ginger à armes égales. Contrairement à ses autres formes auxiliaires, Zero-One est encore dans sa forme Rising Hopper car il entre à l'intérieur du mecha.  L'attaque finale de Zero-One sous la forme Breaking Mammoth est Breaking Impact (ブレーキングインパクト, Burēkingu Impakuto) .

###### Shining Hopper(シャイニングホッパー,Shainingu Hoppā?,Sauterelle brillante)
La forme Shining Hopper est la première forme évoluée de Zero-One, qui est accessible en insérant la Shining Hopper Progrise Key dans le Hiden Zero-One Driver,.
Sous cette forme, il est capable de calculer de multiples résultats possibles en un instant et de courir assez vite pour créer des illusions en 3D de lui-même pour embrouiller les adversaires. Cette combinaison lui permet d'attaquer ses adversaires avec une série retardée d'attaques imprévisibles. Cette capacité se nomme la Shining Arithmetic.
Initialement, cette forme a été jugée incomplète, car elle n'était pas en mesure de suivre le potentiel de combat croissant d'Aruto. L'insuffisance des données de combat nécessaires a donc fait que cette forme n'est que 1,8 fois plus puissante que la forme Rising Hopper, selon les calculs du Dodo Magia. Cependant, après avoir ajouté les données de combat des quatre Progrise Keys auxiliaires de Zero-One ainsi que la mémoire centrale de Wazu Nazotoku, la puissance de Shining Hopper est augmentée, étant maintenant au moins cinq fois plus puissante que sa forme de base, comme l'a noté Gai Amatsu.
Bien qu'il soit plus puissant que toutes les formes de Zero-One jusqu'à présent, l'utilisation de Shining Hopper exige une grande partie de la force et de la vitesse d'Aruto  lorsqu'il combat des ennemis puissants, provoquant ainsi des tensions dans son corps par la suite. Ainsi, Aruto peut souffrir de fatigue après avoir utilisé cette forme.
Lorsque la forme est utilisée trop longtemps, il ne peut plus bouger et être forcé d'annuler sa transformation. Depuis l'utilisation par Aruto de l'Assault Grip avec la Shining Hopper Progrise Key, la forme ne semble plus avoir cet inconvénient.
Dans cette forme, Zero-One est armé de l'Authorise Buster.
L'attaque finale de Zero-One sous la forme Shining Hopper est Shining Impact (シャイニングインパクト, Shainingu Impakuto) .

###### Shining Assault Hopper(シャイニングアサルトホッパー,Shainingu Asaruto Hoppā?,Sauterelle brillante d'assaut)
La forme Shining Assault Hopper est la seconde forme évoluée de Zero-One, qui est accessible en insérant la Shining Hopper Progrise Key avec l'Assault Grip dans le Hiden Zero-One Driver. Elle combine les capacités et pouvoirs de Vulcan avec ceux de Zero-One.
En plus de pouvoir encore utiliser la Shining Arithmetic, Zero-One est désormais équipé du Shine System, qui augmente de façon exponentielle ses capacités offensives et défensives et lui permet de contrôler les Shine Crysters. Malheureusement, cette forme possède également un inconvénient majeur : en raison de la connexion de la forme avec Ark, si Aruto est en colère en utilisant cette forme entraînera Zero-One à devenir fou furieux.
Dans cette forme, Zero-One utilise aussi l'Authorise Buster.
L'attaque finale de Zero-One sous la forme Shining Assault Hopper est Shining Storm Impact (シャイニングストームインパクト, Shainingu Stormu Impakuto) , un saut suivi d'un Rider Kick chargé d'énergie jaune et bleue pénétrant à travers la cible à grande vitesse.

###### Hopping Kangaroo(ホッピングカンガルー,Hoppingu Kangarū?,Kangourou sauteur)
La forme Hopping Kangaroo est la forme auxiliaire de Zero-One, qui est accessible en insérant la Hopping Kangaroo Progrise Key dans le Hiden Zero-One Driver.
La forme donne à Zero-One une poche contenant un secret. Le secret de cette poche est  la capacité de Zero-One d'acquérir la puissance d'un Humagear proche de lui. L'attaque finale de Zero-One sous la forme Hopping Kangaroo est Hopping Impact (ホッピングインパクト, Hoppingu Impakuto).
Elle apparaît uniquement dans un Hyper Battle DVD.

###### Metal Cluster Hopper(メタルクラスターホッパー,Metaru Kurasutā Hoppā?,Amas de sauterelles de métal)
La forme Metal Cluster Hopper est la troisième forme évoluée de Zero-One, qui est accessible en insérant la MetalCluster Hopper Progrise Key dans le Hiden Zero-One Driver,.
À l'origine, la MetalCluster Hopper Progrise Key a été créée par Gai Amatsu pour voler les données de Zero-One et sceller Zero-One. Elle lui fait perdre le contrôle et Aruto ne peut pas s'empêcher d'attaquer quiconque se mettra sur son chemin car l'utilisation de cette forme a initialement piégé la conscience d'Aruto dans Ark. Elle permet à Aruto d'envoyer une nuée de sauterelles robotiques appelées Cluster Cells sur ses ennemis et elle arme Aruto de la Progrise Hopper Blade, une épée spécialement conçue pour guérir les HumaGears corrumpus par Ark. La Progrise Hopper Blade a permis à Aruto d'avoir le plein contrôle de la forme, car elle l'a connecté au satellite There. De plus, en se connectant à There, Aruto peut accéder à utiliser ses formes antérieures.
Metal Cluster Hopper est fait en Hiden Metal (飛電メタル, Hiden Metaru), un matériau théorique conçu par Hiden Intelligence qui peut changer librement sa dureté, sa plasticité et sa densité.
Sous cette forme, Zero-One est assez puissant pour dominer Kamen Rider Thouser.
L'attaque finale de Zero-One sous la forme MetalCluster Hopper est Metal Rising Impact (メタルライジングインパクト, Metaru Raijingu Inpakuto), utilisant les Cluster Cells pour faire un Rider Kick.

###### Dynamaiting Lion(ダイナマイティングライオン,Dainamaitingu Raion?,Lion de dynamitage)
La forme Dynamaiting Lion est la forme auxiliaire de Zero-One, qui est accessible en insérant la Dynamaiting Lion Progrise Key dans le Hiden Zero-One Driver.
L'attaque finale de Zero-One sous la forme Dynamaiting Lion est Dynamaiting Impact (ダイナマイティングインパクト, Dainamaitingu Inpakuto).
Cette forme est exclusive à un court manga sur Kamen Rider Zero-One présenté dans les magazines Televi-Kun de juillet 2020,.

###### Realizing Hopper(リアライジングホッパー,Riaraijingu Hoppā?)
La forme Realizing Hopper est la forme de Zero-One, qui est accessible en insérant la Rising Hopper Progrisekey Zero-One Realize ver.[pas clair] dans le Hiden Zero-One Driver. Bien qu'ayant la même apparence que la forme Rising Hopper, Realizing Hopper est une forme améliorée de Rising Hopper. La vraie force est la force du cœur. Cette forme est née lorsqu'Aruto a surmonté l'intention malveillante de quiconque. Le corps brillant de la forme Realizing Hopper est un symbole d'espoir pour réaliser des rêves, et Zero-One a réussi à vaincre la méchanceté mutuelle d'Ark en coopération avec Horobi.
L'attaque finale de Zero-One sous la forme Realizing Hopper est Realizing Impact (リアライジングインパクト, Riaraijingu Inpakuto), un puissant barrage de Rider Kicks à grande vitesse: un coup de pied latéral, deux coups de genou, une pluie de multiples coups de poing circulaires et coups de pied arrière, et un dernier Rider Kick se dirigeant vers l'ennemi avec une force explosive.
Elle est exclusive à l'épisode 45 de la série.

##### Force-Riser (Kamen Rider 001)
Aruto se transforme en Kamen Rider 001 (仮面ライダー001, Kamen Raidā Zero Zero Wan) en utilisant le MetsubouJinrai ForceRiser et la Rising Hopper Progrise Key. Il a été obligé d'utiliser cette forme en raison de l'apparition d'Another Zero-One qui l'a rendu incapable de se transformer en Zero-One.
Comme le Forceriser est fabriqué pour être utilisé par les Humagears (en particulier ceux de MetsubouJinrai.net ), Aruto peut ressentir une grande tension sur son corps, tension qui entrave son style de combat. Aruto s'adapte aux inconvénients de l'utilisation de la ceinture au combat et arrivera à battre Ichi-Gata , qui a la même force qu'Another Zero-One.
De plus, sa vitesse est inférieure à Zero-One avec le Zero-One Driver.
Théoriquement, si Aruto peut accéder à cette forme à tout moment, cela est un choix risqué car 001 est surclassée par la forme Shining Hopper de Zero-One.

##### Zero-Two Driver Unit (Kamen Rider Zero-Two)
Kamen Rider Zero-Two (仮面ライダーゼロツー, Kamen Raidā Zerotsū) est la forme finale de Zero-One, accessible en combinant le Hiden Zero-One Driver avec un nouvel appareil appelé le Zero-Two Driver Unit et en insérant la  Zero-Two Progrise Key dans le Zero-Two Driver. Kamen Rider Zero-Two est l'aboutissement du rêve d'Aruto d'unir les intelligences humaine et artificielle en une unique intelligence. Sous cette forme, Aruto a le potentiel de dépasser les capacités prédictives de Kamen Rider Ark Zero. Lorsque Zea a été réveillée par les nouvelles émotions d' Is, sa mémoire centrale liée à l'interface de Zea a été reconstruite dans la Zero-Two Progrise Key, créant le Hiden Zero-Two Driver.
Son costume ressemble à Kamen Rider 2gou de la série Kamen Rider de 1971, avec les bandes blanches sur les bras, les gants rouges et la pièce d'armure ressemblant à un foulard. Cette ressemblance avec Kamen Rider 2gou n'est pas une coïncidence, puisque Kamen Rider Zero-Two est un hommage à ce dernier.
L'attaque finale de Zero-Two est Zero-Two Big Bang (ゼロツービッグバン, Zerotsū Biggu Ban), une série de coups de pied à grande vitesse recouverts d'énergie jaune et rouge suivie par un coup de pied final qui projettera un « 02 » géant à l'instant sur l'adversaire touchée.
Lors de la création du Zero-Two System, Aruto avait proposé des noms de concept pour son nouveau Kamen Rider avant de le nommer Kamen Rider Zero-Two :
- Kamen Rider Super Zero-One (仮面ライダースーパーゼロワン, Kamen raidāsūpāzerowan?), en hommage à Kamen Rider Super-1 ;
- Kamen Rider 0001 (仮面ライダー0001[ゼロゼロゼロワン], Kamen Raidā Zerozerozerowan?) , en hommage à Kamen Rider 001 ;
- Kamen Rider Hyper-One (仮面ライダーハイパーワン, Kamen Raidā Haipāwan?), en hommage à Kamen Rider Kabuto Hyper Form et à Kamen Rider Beast Hyper (de Kamen Rider Wizard) ;
- Kamen Rider NEW Zero-One (仮面ライダーNEWゼロワン, Kamen Raidā Nyū zerowan?), en hommage au nom original de Skyrider, « Nouveau Kamen Rider », ainsi que les Kamen Riders NEW Den-O (de Kamen Rider Den-O) et Amazon New Omega (de Kamen Rider Amazons) ;
- Kamen Rider Strong-One (仮面ライダーストロングワン, Kamen Raidā Sutoronguwan?), en hommage à  Kamen Rider Stronger.

#### Ark-Driver-One (Kamen Rider Ark-One)
Aruto peut se transformer en Kamen Rider Ark-One (仮面ライダーアークワン, Kamen Raidā Ākuwan) en utilisant l'Ark-One Progrise Key dans l'Ark Driver-Zero, en le convertissant en Ark Driver-One. Bien qu'Ark-One soit théoriquement une forme évoluée d'Ark-Zero,, elle est aussi classé comme forme évoluée de Zero-One. La tristesse d'avoir vu Is se faire détruire par Horobi s'est transformée en haine et en vengeance et Ark en a germé puis a habité le cœur d'Aruto. Profitant de la mentalité brisée du PDG, As propose à Aruto l'Ark-One Progrise Key, à laquelle il accepte volontiers afin d'assouvir son désir de vengeance sur Horobi. Sa capacité de combat dépasse de loin celle d'Ark-Zero, et il submerge facilement plusieurs Kamen Riders.  Ark-One reste toujours nettement plus faible que Zero-Two en termes de statistiques mais il atténue ces faiblesses en utilisant la méchanceté qu'il a recueillie. Ses réflexes sont suffisamment rapides pour pouvoir bloquer les attaques, ainsi qu'esquiver plusieurs attaques finales simultanément, et il est assez puissant pour vaincre  RampageVulcan, Valkyrie Lightning Hornet et Thouser travaillant en équipe ou encore Horobi et une armée de Magias. Ark-One peut également reprogrammer toute technologie basée sur l'intelligence artificielle (comme les puces IA d'Isamu et Yua) et peut détruire les Drivers et leurs armes (comme le ZAIA Thousandriver et l'Attache Arrow) simplement en les écrasant.
Ark-One peut créer des flaques noires contenant des kanjis négatifs à chaque pas qu'il fait, fondant lentement tout ce qui entre en contact. Il détruit tout avec son coup spécial Perfect Conclusion (パーフェクト・コンクルージョン, Pāfekuto Konkurūjon), qui contient des intentions malveillantes telles que la haine et le désespoir. Son attaque finale peut être augmentée en appuyant sur le bouton du haut de l'Ark Driver-One jusqu'à neuf fois, avant d'appuyer sur la Progrise Key insérée  ce qui a pour effet de la charger de 1 à 9 termes malveillants (méchanceté, peur, colère, haine, désespoir, lutte, meurtre, massacre, annihilation) devient l'attaque Perfect Conclusion Learning (1-9) (パーフェクト・コンクルージョンラーニング（１- ９）, Pāfekuto Konkurūjon Rāningu (Wan - Nain)). L'attaque Perfect Conclusion Learning 5 (パーフェクト・コンクルージョンラーニング5, Pāfekuto Konkurūjon  Rāningu 5) (c'est-à-dire Perfect Conclusion chargée cinq fois) a permis à Ark-One de vaincre Horobi (sous sa forme Sting Scorpion), Jin (sous sa forme Burning Falcon), Vulcan (sous sa forme Shooting Wolf) et Valkyrie (sous sa forme Rushing Cheetah) en même temps.
En appuyant sur le bouton en haut de l'Ark Driver-One  une dixième fois, en plus des neuf termes malveillants précédents, le terme Ruine est ajouté à la Perfect Conclusion et devient Perfect Conclusion Learning End (パーフェクト・コンクルージョンラーニングエンド, Pāfekuto Konkurūjon Rāningu Endo), une attaque pouvant détruire un Humagear.

### Is
Is (イズ, Izu) est une HumaGear de type secrétaire programmée pour être fidèle au PDG de Hiden Intelligence. Bien qu’elle soit un HumaGear, Is est capable d’adapter ses modèles de langage en fonction des personnes qu’elle rencontre. Elle travaille pleinement aux côtés du président et le soutient dans sa cause et son combat mais déteste le fait qu'elle doit constamment expliquer les gags et les blagues ennuyeuses d'Aruto. Elle a complètement atteint la singularité grâce aux encouragements d'Aruto et Jin, ayant pris volontairement la décision de vivre désormais sa propre vie avec Aruto. Cela se constate davantage à travers ses pleurs après plusieurs simulations de la mort d'Aruto dans l' épisode 40. Is est tué par Horobi, après avoir tenté de le persuader d'arrêter sa croisade contre l'humanité, craignant qu'il ne devienne Ark-One. Avec la mort d'Is, Aruto est tombé dans le désespoir et a perdu confiance en les Humagears. Souhaitant se venger d'Horobi, Aruto est convaincu par As d'utiliser l'Ark-One Progrise Key pour devenir Kamen Rider Ark-One.
Is est interprétée par Noa Tsurushima (鶴嶋 乃愛, Tsurushima Noa).

### Jun Fukuzoe
Jun Fukuzoe (福添 准, Fukuzoe Jun) est le vice-président de Hiden Intelligence. Il tombe des nues quand il découvre que le successeur de Korenosuke Hiden sera Aruto Hiden car Jun s'attendait à être le nouveau PDG de l'entreprise.  Au départ, il considérait Aruto comme un PDG incompétent et souhaitait secrètement qu'Aruto échoue.
Jun est fier du succès de l'entreprise et laissait Aruto faire son travail si cela lui profite, ainsi qu'à Hiden Intelligence en général, et fait tout son possible pour qu'Hiden Intelligence garde une bonne image. Son dévouement à restaurer le nom de Hiden est une grande épée à double tranchant pour lui, car il a autorisé la fermeture de Humagears d'un hôpital récemment attaqué avec l'aimable autorisation de MetsubouJinrai.net, bien que sachant bien que cela mettra d'innombrables vies en danger. Cela montre que Jun ne se soucie pas du tout du bien-être des autres, mais uniquement de la restauration du nom terni d'Hiden. Cela signifie également qu'il fera tout pour le faire — même si ces actions ne sont pas moralement justes.
Après qu'Aruto avait vaincu Metsuboujinrai.net, il a fini par le respecter.n.
Après avoir appris les plans de Gai, consistant à utiliser des personnes qui avaient acheté le ZAIASpec et de les rendre fous afin de vendre des Raidrisers au public, il est parti rejoindre Aruto à Hiden Manufacturing pour obtenir de l'aide et pour réactiver Shesta afin de déterrer toutes les plaintes déposées contre Gai, afin qu'elles puissent être utilisées pour initier une prise de contrôle hostile pour le destituer de force en tant que président de Hiden Intelligence.
Au départ, si Jun a l'air de détester Aruto, il finira au fil du temps par se soucier pour lui plus qu'il ne le laisse réellement penser. Quand Aruto a dû quitter son poste, Jun lui a montré de l'inquiétude malgré le fait qu'il devait toujours être dans l'entreprise. Il démontrera à nouveau une telle inquiétude après la première défaite d'Aruto face à Ark-Zero et que ce dernier était terrifié par ce que l'intelligence artificielle était capable de faire si elle dépassait l'être humain, rappelant au jeune homme ce pour quoi il se battait et qu'il devait croire aux Humagears.
Jun Fukuzoe est interprété par Kazuya Kojima (児嶋 一哉, Kojima Kazuya).

### Shesta
Shesta (シェスタ, Shesuta) est une HumaGear de type secrétaire et l'assistante du vice-président Jun Fukuzoe. Comme son maître, au départ, Shesta était souvent en désaccord avec les plans d'Aruto et doutait de sa position. Cela la conduisait à s'opposer à Izu. Cependant après qu'Aruto avait vaincu Metsuboujinrai.net, elle cessera de s'opposer à Aruto et à Izu. Après que ZAIA a racheté Hiden Intelligence, Shesta a commencé à travailler pour Hiden Manufacturing.
Dans la chronologie alternative de Kamen Rider: Reiwa The First Generation, elle sert d'assistante à Will, le président d'Hiden Intelligence dans cette chronologie et Another Zero-One. Contrairement à Izu, Shesta est froide et apathique. Elle travaille généralement avec Jun Fukuzoe et le directeur exécutif, Sanzo Yamashita pour avoir une bonne idée de leur santé et de leurs données personnelles.
Shesta est interprétée par Asumi Narita (成田 愛純, Narita Asumi).

## A.I.M.S.
L'Artificial Intelligence Military Service ou pour faire court A.I.M.S. est une organisation gouvernementale dont le but est la destruction des HumaGears piratés par MetsubouJinrai.net. Contrairement à Zero-One, qui utilise le Hiden Zero-One Driver, chaque membre de haut rang de l'A.I.M.S. ont un dispositif de transformation connu sous le nom de A.I.M.S. Shotriser (エイムズショットライザー, Eimuzu Shottoraizā) , qui peut aussi être utilisé comme arme à feu. Comme Zero-One, les Kamen Riders de l'A.I.M.S.  utilisent des Progrise Keys pour se transformer. Chaque Rider de l'A.I.M.S. partage un sous-costume blanc, bien qu’il soit équipé de pièces d’armure uniques basées sur la Progrise Key utilisée dans son A.I.M.S. Shotriser.

### Isamu Fuwa
Isamu Fuwa (不破 諫, Fuwa Isamu) est le capitaine de l' A.I.M.S. qui peut se transformer en Kamen Rider Vulcan (仮面ライダーバルカン, Kamen Raidā Barukan) en insérant la Shooting Wolf Progrise Key dans un A.I.M.S Shot Riser. Il possède d'excellentes capacités de combat et combat les terroristes afin de maintenir la ville en sécurité.
Au début de la série, Isamu a une profonde haine envers les Humagears en raison de ses souvenirs de l'accident de Daybreak Town. Il pense que les Humagears sont conçus pour tuer des humains et est donc prêt à détruire tout Humagear déchaîné qu'il trouvera, allant souvent à l'encontre des ordres de ses collègues de l'A.I.M.S. De plus, il méprise ouvertement Hiden Intelligence, accusant l'entreprise de dissimuler toutes les attaques liées au terrorisme des Humagears. Cependant, après avoir appris la vérité sur l'incident d' Anna et que le Dr Omigoto l'ait sauvé, il commence à m'être de côté sa haine contre les Humagears, à accepter l'existence d'Humagears pouvant être bons et à diriger sa colère et sa haine contre MetsubouJinrai.net et notamment Horobi. Cependant, après la destruction apparente du groupe terroriste, il a admis à Yua qu'il ressentait maladroitement la paix et a depuis reconsidéré sa haine contre eux, se grondant pour s'être fâché contre Horobi, une IA essayant de suivre les ordres d'une autre IA, à savoir Ark. Cette conclusion a même adouci quelque peu sa personnalité, mais son attitude impitoyable est toujours restée envers tout acte injustifiable qu'il a rencontré.
Isamu a commencé à aider Aruto non pas en tant qu'officier de l'AIMS, mais en tant que lui-même, allant plus loin en étant son soutien moral à propos des Humagears et à travailler pour lui. Cela montre qu'Isamu a complètement perdu sa haine envers Humagears, du moment qu'ils ne sont pas malveillants. Isamu découvrira que ses souvenirs sont faux et que sa famille n'est pas morte, ayant été implanté par Gai Amatsu qui voulait faire de Vulcan son arme et le considérant comme un toutou. Son imprudence et son tempérament court ne sont contrôlés que par son expérience de combat. Il choisit de suivre ses propres règles tout en engageant des Magias ou des Raiders, comme indiqué lorsqu'il ouvre de force ses Progrisekeys sans l'autorisation de Yua puisque ce dernier refuse de le donner.
En dépit de ce que son sérieux laisse paraître, Isamu aime les blagues d'Aruto et est le seul à les apprécier, mais il est trop fier pour montrer son amusement à son entourage et fait souvent de son mieux pour faire croire qu'il ne réagit pas positivement. Lorsque Naki a créé un jeu de mots inspiré du jeu de mots habituel d'Aruto, il a ri de manière incontrôlable. Sa famille, qui fait parfois des blagues similaires de temps en temps, semble partager cet étrange sens de l'humour avec lui.
Kamen Rider Vulcan est le premier Rider à avoir une forme principale basée sur un loup. Contrairement à Yua, Isamu se transforme avec le Shotriser en mode pistolet et ouvre sa Progrise Key de force avant de l'insérer.
Isamu Fuwa est interprété par Ryutaro Okada (岡田 龍太郎, Okada Ryutaro).

#### Formes

##### Shooting Wolf(シューティングウルフ,Shūtingu Urufu?,Loup qui tire)
La forme Shooting Wolf est la forme principale de Vulcan, qui est accessible en insérant la Shooting Wolf Progrise Key dans un A.I.M.S Shot Riser. La forme Shooting Wolf est spécialisée dans le combat à longue portée. Les attaques finales de Vulcan sous la forme Shooting Wolf sont Shooting Blast (シューティングブラースト, Shutingu Burasuto) en mode pistolet et Shooting Blast Fever (シューティングブラーストフィーバー, Shutingu Burasuto Fībā) en mode ceinture.

##### Punching Kong(パンチングコング,Panchingu Kongu?,Kong frappeur)
La forme Punching Kong est la seconde forme de Vulcan, qui est accessible en insérant la Punching Kong Progrise Key dans un A.I.M.S Shot Riser. Elle augmente sa force physique et lui permet de tirer des rocket punches. L'utilisation de Punching Kong minimise également le recul de l'Attache Shotgun. Les attaques finales de Vulcan sous la forme Punching Kong sont Punching Blast (パンチングブラースト, Panchingu  Burasuto) en mode pistolet et Punching Blast Fever (パンチングブラーストフィーバー, Panchingu  Burasuto Fībā) en mode ceinture.

##### Assault Wolf(アサルトウルフ,Asaruto Urufu?,Loup d'assaut)
La forme Assault Wolf est la forme évoluée de Vulcan, qui est accessible en insérant l'Assault Wolf Progrise Key avec l'Assault Grip dans un A.I.M.S Shot Riser. Cette forme de Vulcan surpasse ses précédentes formes et rivalise avec la forme Shining Hopper de Zero-One. La forme Assault Wolf de Vulcan a une puissance de frappe et une vitesse de course plus élevées que la forme Shining Hopper de Zero-One mais une puissance de frappe légèrement inférieure et une hauteur de saut nettement inférieure. En plus d'avoir gagné en force physique, l'armure recouvrant la majeure partie du corps de Vulcain lui donne une défense remarquable, lui permettant de résister aux attaques d'Ikazuchi sans broncher. 
Sous cette forme, Isamu a vaincu et détruit Ikazuchi, a battu Jin sous sa forme Flying Falcon et a endommagé sévèrement Horobi. Néanmoins, elle ne fait pas le poids face à Kamen Rider Thouser ou encore Kamen Rider Jin sous sa forme Burning Falcon. Du fait que l'Assault Wolf Progrise Key a été créée par Ark pour être utilisé par les membres de MetsubouJinrai.net, cette forme a un effet extrêmement néfaste sur la santé de Fuwa, comme on l'a vu lorsque son utilisation lui a fait cracher du sang et le rend à peine capable de marcher. Depuis l'utilisation par Aruto de l'Assault Grip avec la Shining Hopper Progrise Key, la forme ne semble plus avoir cet inconvénient.
L'utilisation de l'Assaut Wolf Progrise Key rendait Isamu également plus vulnérable au contrôle de Naki, mais ce n'est plus un problème depuis l'extraction de Naki de lui. Comme dit précédemment l'Assault Wolf Progrisekey était destiné à être utilisé par MetsubouJinrai.net, Vulcan n'a pu l'utiliser qu'en raison de la présence de Naki dans sa puce à IA pour se transformer en cette forme.
Les attaques finales de Vulcan sous la forme Assault Wolf sont Magnetic Storm Blast (マグネティックストームブラースト, Magunetikku Sutōmu Burāsuto) en mode pistolet et Magnetic Storm Blast Fever (マグネティックストームブラーストフィーバー, Magunetikku Sutōmu Burasuto Fībā) en mode ceinture.

##### Rampage Vulcan(ランペイジバルカン,RanpeijiBarukan?)
La forme RampageVulcan est la forme finale de Vulcan quand Isamu utilise la Rampage Gatling Progrisekey dans un Shot Riser. Cette forme combine la puissance de dix Progrisekeys, à savoir la Biting Shark Progrise Key, la Flaming Tiger Progrise Key, la Freezing Bear Progrise Key, la Breaking Mammoth Progrise Key, la Shooting Wolf Progrise Key, la Punching Kong Progrise Key, la Rushing Cheetah Progrise Key, la Lightning Hornet Progrise Key, la Flying Falcon  Progrise Key et la Sting Scorpion Progrise Key. Ces Progrise Keys sont représentés sur la moitié gauche de l’armure de RampageVulcan. Sous cette forme, Vulcan surpasse Kamen Rider Thouser et Kamen Rider Jin sous sa forme Burning Falcon mais ne tient pas. 
Vulcan est capable d'utiliser les pouvoirs des dix Progrisekeys incorporés dans son armure afin d'améliorer ses attaques, comme utiliser Lightning Hornet pour tirer un essaim de frelons énergétiques et Punching Kong pour renforcer ses coups. Il est également capable de les utiliser pour des capacités hors combat, comme voler avec Flying Falcon ou s'ancrer au sol avec Breaking Mammoth. Les attaques finales de Vulcan sont Rampage Power Blast (forces de Biting Shark, de Breaking Mammoth et de Punching Kong), Rampage Speed Blast (ailes de Flying Falcon, dards de Lightning Hornet et vitesse de Rushing Cheetah), Rampage Element Blast (cryokinésie de Freezing Bear, pyrokinésie de Flaming Tiger et poison de Sting Scorpion) et Rampage All Blast (tous les pouvoirs s'alignent à celui de la puissance du tir de Shooting Wolf, formant une balle de couleur arc-en-ciel et un loup mécanique fonçant vers l'ennemi).

##### Orthoros Vulcan(オルトロスバルカン,Orutorosu Barukan?)[26],[27],[28]
La forme Orthoros Vulcan est une forme utilisée par Vulcan quand Isamu insère la Japanese Wolf Zetsumerisekey de Naki dans l'AIMS Shotriser. L'apparence de cette forme est similaire à celle de la forme Assault Wolf avec un changement de couleur mineur. Bien que Fuwa ait perdu une fois sa capacité à se transformer, il a pu de nouveau se transformer en Kamen Rider en étant en harmonie avec la volonté de Naki avec sa Zetsumerisekey.
Sous cette forme, Orthoros Vulcan est plus fort qu'Assault Wolf mais reste plus faible que Rampage Vulcan. Néanmoins, la forme Orthoros Vulcan a un inconvénient : cette forme est instable en raison du téléchargement forcé des données de Japanese Wolf, ce qui a finalement provoqué l'auto-destruction du Shotriser. En plus des armes d'Assaut Wolf, les gantelets de Vulcan peuvent également déployer un ensemble de griffes nommé Claw Assault, basé sur les propres griffes de Kamen Rider Naki. Le nom d'Orthoros Vulcan est une combinaison des mots Orthros et Orthos :
- Orthros est le mot qui signifie aube en grec et peut se traduire en anglais en « Daybreak », faisant probablement référence à Daybreak Town ;
- Orthos ou Orthros est le chien bicéphale de la mythologie grecque, en référence dont la[pas clair] forme combine les pouvoirs de Kamen Rider basés sur le loup de Vulcain et de Naki en un seul.

Les attaques finales de Orthoros Vulcan sont Orthoros Blast (オルトロスブラースト, Orutorosu Burasuto) en mode pistolet et Orthoros Blast Fever (オルトロスブラーストフィーバー, Orutorosu Burasuto Fībā) en mode ceinture.

### Yua Yaiba
Yua Yaiba (刃 唯阿, Yaiba Yua) est la scientifique et conseillère technique de l' A.I.M.S.  qui aide Isamu.  Elle peut se transformer en Kamen Rider Valkyrie (仮面ライダーバルキリー, Kamen Raidā Barukirī) en insérant la Shooting Cheetah Progrise Key dans un A.I.M.S Shot Riser.
Kamen Rider Valkyrie est la première femme Rider de l'ère Reiwa et la première Rider féminine à être un Rider tertiaire. Contrairement à Isamu, Yua se transforme avec le Shotriser en mode ceinture et ouvre sa Progrisekey après l'avoir insérée. Elle est également la première Raider féminine, Fighting Jackal Raider.
Yua Yaiba est interprété par Hiroe Igeta (井桁弘恵, Igeta Hiroe).

#### Formes

##### Shotriser (Kamen Rider Valkyrie)

###### Rushing Cheetah(ラッシングチーター,Rasshingu Chītā?,Guépard en course)
La forme principale de Valkyrie qui est accessible en insérant la Rushing Cheetah Progrise Key dans l'A.I.M.S. Shot Riser.
Cette forme est conçue pour donner une grande agilité et une grande vitesse à Yua et lui permet de tirer avec une précision exceptionnelle pendant qu'elle court.
Les attaques finales de Valkyrie sous la forme Rushing Cheetah sont Rushing Blast (ラッシングブラースト, Rasshingu Burasuto) en mode pistolet et Rushing Blast Fever (ラッシングブラーストフィーバー, Rasshingu Burasuto Fībā) en mode ceinture.

###### Lightning Hornet(ライトニングホーネット,Raitoningu Hōnetto?,Frelon de foudre)
La seconde forme de Valkyrie qui est accessible en insérant la Lightning Hornet Progrise Key dans l'A.I.M.S. Shot Riser. Elle permet à Valkyrie de voler à l'aide d'ailes de frelon produites à partir de son dos.
La puissance de feu totale de cette forme est 200% plus forte que celle de Rushing Cheetah.
Les attaques finales de Valkyrie sous la forme Rushing Cheetah sont Lightning Blast (ライトニングブラスト, Raitoningu Burasuto) en mode pistolet et Lightning Blast Fever (ライトニングブラストフィーバー, Raitoningu Burasuto Fībā) en mode ceinture.

##### Raidriser (Fighting Jackal Raider)
Yua est devenu la Fighting Jackal Raider (ファイティングジャッカルレイダー, Faitingu Jakkaru Reidā) en utilisant le Fighting Jackal Progrisekey dans un Raidriser offert par Gai Amatsu. Elle est armée d'une faux sous cette forme.
La Fighting Jackal Raider est très agile et se spécialise dans les arts martiaux à courte portée, qui utilise des mouvements assez rapides pour laisser des images rémanentes afin d'attaquer rapidement l'angle mort de l'ennemi.
L'attaque finale de Fighting Jackal Raider est Fighting Bolide (ファイティングボライド, Faitingu Boraido).

#### Invading Horseshoe Crab Raiders
Les Invading Horseshoe Crab Raiders (インベイディングホースシュークラブレイダー, Inbeidingu Hōsushū Kurabu Reidā) ou Battle Raiders (バトル レイダー, Batoru Reidā) sont une division de soldats d'A.I.M.S. qui se transforment en Raiders en utilisant des Invading Horseshoe Crab Progrisekey avec des Raidrisers.
Cette division est composée de six soldats :
- Ono (尾野, Ono?), interprété par Hayato Takenaka (竹中 隼人, Takenaka Hayato?) ;
- Eida (栄田, Eida?), interprété par Ryuma Hashido (橋渡 竜馬, Hashido Ryūma?) ;
- Degawa (出川, Degawa?), interprété par Kazuya Okada (岡田 和也, Okada Kazuya?) ;
- Shida (志田, Shida?), interprété par Danki Sakae (榮 男樹, Sakae Danki?) ;
- Eifuku (永福, Eifuku?), interprété par Eitoku (永徳, Eitoku?) ;
- Ito (井東, Itō?), interprété par  Yuki Shiomi (潮見勇輝, Shiomi Yūki?).

La caractéristique la plus distinctive d'un Invading Horseshoe Crab Raider est l'armure monocoque épaisse et solide.
En supprimant le taux d'usure à un niveau bas avec un niveau de défense élevé, il est efficace pour former un avantage numérique en termes d'attaque et de défense.
De plus, comme il utilise des balles de grand diamètre et de haute puissance, il est équipé d'une mitraillette « Tridenta » (トリデンタ, Toridenta) difficile à manipuler avec un corps vivant et d'un filet spécial utilisé pour capturer les Humagears, l'« Harken Stringer » (ハーケンストリンガー, Hākensutoringā).
Ils ont servi d'hommes de main pour Gai Amatsu jusqu'à qu'il s'allie à Aruto et que Gai redonne le commandement d'A.I.M.S. à Yua.
L'attaque finale d'un Invading Horseshoe Crab Raider est Invading Bolide (インベイディングボーライド, Inbeidingu Boraido).
L'Invading Horseshoe Crab Progrise Key est basée sur les Limulidés.

## Zaia Enterprise
Zaia Enterprise (ザイアエンタープライズ Z, Zaia Entāpuraizu) est une entreprise technologique chargée de développer les équipements utilisés par l'A.I.M.S. Ils faisaient partie des sociétés aux côtés de Hiden Intelligence responsables de la création du Daybreak Town. Actuellement, il s'agit d'un conglomérat mystérieux impliqué dans la production de prototypes d'HumaGears utilisés lors de l'accident de Daybreak Town. Ils fournissent également l'A.I.M.S. en Progrise Keys et en armes pour combattre MetsubouJinrai.net et les Magias.
Leur solution proposée face à une épidémie d'HumaGears piratés en masse est les Gigers, des mechas géants capable de pirater des HumaGears en masse, bien que cela soit retourné contre eux par Metsuboujinrai.net, qui peuvent pirater les Gigers et produire une épidémie massive.

### Gai Amatsu
Gai Amatsu (天津 垓, Amatsu Gai) est l'ex-PDG de la branche japonaise de Zaia Enterprise. Il est également l'ancien supérieur de Yua Yaiba et celui qui fournit  en secret  les équipements technologiques à l'A.I.M.S.  Il a planifié la plupart des évènements de la série , notamment dans la création de l'antagoniste central de la série, Ark.
Lors de son enfance, Gai aimait les êtres artificiels, comme son chien robot Thouser (さうざー, Sauzā) . Cependant, son père, Ikkei Amatsu (天津 一京, Amatsu Ikkei) , était strict et exigeant ne vit aucune utilité pour de telles choses et le fit rendre à Hiden Intelligence.
Plusieurs années plus tard, Gai a rejoint ZAIA Enterprise et est devenu le partenaire et le protégé de Korenosuke Hiden. Néanmoins, il n'était pas d'accord avec la croyance de ce dernier selon laquelle les HumaGears allait l'avenir de l'humanité car Gai pensait que l'humanité devrait évoluer grâce à la technologie.
Gai a été un élément majeur dans le développement d'Ark, une IA ayant pour mission de gérer la technologie de Daybreak Town, en particulier les HumaGears. Cependant, Gai a entré des données dans Ark qui ont laissé cette dernière déterminer la destruction de l'humanité. Cela a conduit l'Arche à créer MetsubouJinrai.net et à rendre plusieurs HumaGears hors de contrôle.
Mystérieux et secret, il utilise Yua pour espionner Aruto, et il fournit une grande partie de la technologie d'AIMS, comme le ShotRiser et les Gigers. Il cherche à saper Hiden Intelligence pour éliminer la concurrence et il a même tenté de contraindre Aruto à lui vendre l'entreprise.
Il admirait Korenosuke Hiden  en raison de sa vision de l'avenir et à un moment donné a conclu un partenariat commercial avant de déboucher sur la création des HumaGears. Cependant, Gai est fortement déçu de la décision de son ancien partenaire d'avoir établi comme successeur Aruto.
Gai croit en la suprématie des êtres humains sur l'intelligence artificielle et cherche à détruire l'image publique des HumaGears. Il est également incroyablement arrogant, car il pense que lui et son entreprise inaugureront la prochaine évolution de la race humaine. Le trait de personnalité le plus notable de Gai est sa fréquente habitude d'utiliser l'expression « 1000 % », qui tire de son père. Après l'anéantissement de MetsubouJinrai.net, il lance une offre publique d'achat pour obtenir Hiden Intelligence.
À partir du mois de janvier, il commence une guerre contre les Kamen Riders et devient Kamen Rider Thouser (仮面ライダーサウザー, Kamen Raidā Sauzā)  en insérant l'Amazing Caucasus Progrise Key (un scarabée rhinocéros à trois cornes) et l'Awaking Arsino Zetsumerise Key (un rhinocéros à deux cornes) ensemble dans le Zaia ThousanDriver, ce qui formera un PerfectRise.
Après la série de défis entre les représentants de ZAIA et les Humagears d'Hiden, Amatsu gagne à trois contre deux face à Aruto et obtiendra Hiden Intelligence.
Lors de l'ascension d'Ark, Aruto finit par apprendre l'histoire de Gai et pourquoi il voulait tant les actifs de la famille Hiden.  Après que le satellite There a recréé Thouser, l'ancien aibo pour Gai, il a été inspiré pour expier ses actions et collaborer avec Aruto et Thouser pour vaincre Ark,.
Il finira par rendre Hiden Intelligence à Aruto.
Il est armé de la Thousand Jacker (サウザンドジャッカー, Sauzando Jakkā, Pirateuse de données 1000 en français), l'épée personnelle qu'il utilise pour extraire les données d'une Progrise Key ou d'une Zetsumerise Key d'un autre Kamen Rider, puis exécute une attaque qui prend l'apparence de l'animal modèle de la Progrise Key ou de la Zetsumerise Key ou une autre capacité unique. Une fois les données extraites, Gai peut les utiliser à tout moment. C'est la plus puissante capacité de Gai qui le rend dangereux.
Sa force de Thouser, sans son arme n'est pas moindre puisqu'il a pu rapidement contrecarrer la Shining Arithmetic de Shining Hopper et vaincre Zero-One avec sa force physique supérieure. Il est également capable de battre facilement Vulcan sous sa forme Assault Wolf et Thouser a tenu tête face à Kamen Rider Jin Burning Falcon.
Gai Amatsu est interprété par Nachi Sakuragi (桜木那智, Sakuragi Nachi) .
Son prénom Gai (垓) est un caractère numérique qui signifie 1020 en chinois et en japonais.

### Williamson Yotagaki
Williamson Yotagaki (与多垣 ウィリアムソン, Yotagaki Wiriamuson)  est un cadre du secteur de développement de ZAIA Enterprise HQ qui prend le contrôle de ZAIA Japan après le licenciement de Gai. Il n'aimait pas Gai Amatsu pendant assez longtemps et prit joyeusement le poste de Gai après son renvoi sans même écouter le raisonnement de Gai.
Il est le bienfaiteur de Jin: c'est la personne qui a reconstruit Jin après sa première défaite face à Zero-One et lui ayant offert le ZAIA Slash Riser et la Burning Falcon Progrise Key. De plus, après qu'As ait collecté ses données pour faire revivre Ark , Jin a contacté et informé Yotagaki du retour imminent d'Ark.
Désormais nommé nouveau président et chef de la direction de ZAIA Japon , il n'a qu'un seul objectif en tête: détruire Horobi .
Williamson Yotangaki est interprété par Tomomi Maruyama (丸山 智己, Maruyama Tomomi)

## MetsubouJinrai.net
MetsubouJinrai.net (滅亡迅雷.net, MetsubōJinrai.Netto, littéralement TonnerreDestructeur.net) est une organisation terroriste résolue à pirater des HumaGears et à les retourner contre l’humanité pour la détruire. Les membres de l'organisation suivent les ordres d'Ark.

### Ark
Ark (アーク, Āku, littéralement L'arche) est l'antagoniste principal de Kamen Rider Zero-One.
Il est un satellite expérimental qui faisait à l'origine partie du projet HumaGear ainsi que le prédécesseur du satellite Zea.
Ark a été créé par des scientifiques de 11 des plus grandes sociétés de technologie au Japon, dont Hiden Intelligence et ZAIA Japan.
Gai Amatsu, le PDG de ZAIA Japon, a fourni à Ark des informations concernant la psychologie criminelle et l' histoire humaine, y compris toutes ses guerres.  Cela a conduit l'IA d'Ark à conclure que l'humanité doit être exterminée car leur existence conduira finalement à l'extinction de toutes les autres formes de vie. Pour l'empêcher de prendre le contrôle de tous les HumaGears du monde, Soreo Hiden a arrêté le lancement d'Ark, la faisant exploser et sombrer dans les ruines de Daybreak Town. Cependant, son IA est restée active et a planifié sa renaissance.
Il est à l'origine des piratages des Humagears.
Après avoir obtenu des données sur la singularité des membres ré-assemblés de MetsubouJinrai.net, Ark renaît pleinement en tant qu'Ark Drive-Zero.
Ark peut pirater n'importe quel Humagear qui développe du ressentiment envers les humains. Néanmoins, si un Humagear choisit de ne pas se soumettre et a une volonté plus forte de faire ce qu'il doit faire, alors l'Humagear ne sera pas corrompu.
La Progrise Hopper Blade de Zero-One est capable de couper la connexion d'un Humagear à Ark , en restaurant un Magia dans sa forme d'origine  et sa programmation d'origine dans le cas des Humagears. De plus, la  Progrise Hopper Blade a permis à Aruto de sortir d'Ark lors de l'utilisation de la forme Metal Cluster Hopper pour se connecter à There et avoir le plein contrôle de sa forme de combat.
Comme Ark n'a pas de forme humanoïde, il doit s'appuyer sur un hôte pour se transformer en Ark-Zero. Cependant, si l'hôte est assez fort pour résister, Ark-Zero peut être brièvement incapable de bouger.
Ark-Zero sera vaincu par une attaque combinée de Zero-Two et Horobi. Il entre dans le satellite There mais est déconnecté par l'interférence d'Uchuyaro Subaru. Ikazuchi, qui a retrouvé ses souvenirs en tant que Raiden, déconnectera le Gigar de There et détruit le satellite, emportant Ark avec lui.
En raison des données de Gai, Ark a acquis ses traits tyranniques, tels que l'asservissement de l'humanité et le non-respect des autres, qu'ils soient HumaGears ou humains. Cependant, il méprise Gai et complote pour le tuer.
Le nom « Ark » est inspiré de l'arche de Noé de la Bible, un navire construit par Noé, sous les instructions de Dieu qui a permis à Noé  de sauver sa famille et un couple de toutes les espèces de la Terre lors du déluge de la Genèse. Cette allusion au déluge de la Genèse symbolise l'intention d'Ark de punir l'humanité pour ses méfaits, car le déluge de la Genèse était la punition de Dieu pour l'humanité.
La prononciation d'Ark en japonais Ark (アーク, Āku) ressemble à celui de mal en japonais Mal (悪, Āku).
Lorsque Ark est associé au nom de la société ZAIA Enterprise , il forme le mot japonais pour "péché" (罪悪, Zaiaku) , faisant allusion aux machinations de ZAIA Enterprise qui ont rendu Ark maléfique.
L'intérieur d'Ark est similaire à Zea, mais en raison de l'exposition à la méchanceté des humains, les « 0 » et « 1 » sont remplacés par des kanji avec des significations négatives, telles que:
- 殺 Tuer ;
- 邪 Mal ;
- 悪 Mal ;
- 痛 Douleur ;
- 滅 Destruction ;
- 亡 Mort ;
- 死 Mort ;
- 恨 Rancune ;
- 凶 Férocité ;
- 愚 Stupidité ;
- 戦 Guerre ;
- 虐 Oppression ;
- 暗 Ténèbres ;
- 怨 Antagonisme ;
- 憎 Haine ;
- 獄 Prison/Enfer ;
- 蔑 Mépris ;
- 争 Conflit.

Ark est similaire à un antagoniste de la licence Power Rangers : le virus Venjix de Power Rangers RPM et Power Rangers : Beast Morphers, car Ark et Venjix sont deux êtres vivants non humains qui ont été créés à cause des actions mal calculées de l'un des personnages principaux de leurs spectacles (Docteur K, Nate Silva dans Power Rangers, Gai Amatsu dans Zero-One) et servent tous deux d'antagoniste principal dans leurs séries respectives.
Show Hayami  (速水 奨, Hayami Shō) fait la voix d'Ark.

#### Ark-Driver-Zero (Kamen Rider Ark-Zero)
Ark possède le corps d'un Humagear de MetsubouJinrai.net et utilise uniquement l'Ark Driver-Zero pour se transformer en Kamen Rider Ark-Zero (仮面ライダーアークゼロ, Kamen Raidā Āku Zero),.
Ark-Zero est très fort ayant vaincu seul Kamen Rider Zero-One sous sa forme Metal Cluster Hopper plusieurs fois ou le duo Kamen Rider Valkyrie-Kamen Rider Jin sous sa forme Burning Falcon mais il a été battu par le travail d'équipe de Zero-One (sous sa forme Metal Cluster Hopper) et Thouser. De plus, Kamen Rider Zero-Two a surpassé et vaincu Ark-Zero.
L'attaque finale d'Ark-Zero est All Extinction (オールエクティンクション, Ōru Ekutinkushon).

### Horobi
Horobi (滅, littéralement destruction) est un ancien Humagear père modèle d'Hiden Intelligence devenu le dirigeant de MetsubouJinrai.net qui croit que les I.A. sont supérieurs sur tous les points aux humains.
Il considère la destruction de l'humanité comme une croisade et se concentre sur un projet qu'il appelle « l'arche ». Il considère Aruto, qui fait du rire sa politique, son rival et sa cible.
Les protagonistes pensent que Horobi est responsable de l'incident du Daybreak Town, qui a rendu les Humagears de la ville fous. En tant que Kamen Rider, il a envoyé une vidéo terroriste à l'une des principales centrales électriques de la ville, révélant l'existence de MetsubouJinrai.NET et déclarant sa guerre contre l'humanité. Dans les années suivantes, Horobi établit une base dans les ruines de la ville.
Douze ans plus tard, après le décès de Korenosuke Hiden, Horobi relance sa croisade contre l'humanité. Horobi recherche les HumaGears se rapprochant de la singularité et les transforme de force en Magias avec l’aide de son partenaire Jin et des ZetsumeRise Keys.
Horobi peut se transformer en Kamen Rider Horobi (仮面ライダー滅, Kamen Raidā Horobi) avec un MetsubouJinrai ForceRiser et la Sting Scorpion Progrise Key.
Calme, calme et apathique, il est impitoyable dans la protection de ses projets et veille à ce que les choses se passent bien, d’une manière ou d’une autre.
Contrairement à Jin, Horobi semble préférer travailler dans l'ombre.
Cependant, au moment où il se bat pour sa cause, il peut devenir impitoyable. Il est franc et fort, et ne craint pas de tuer ni, du moins, d’endommager gravement ceux qui sont contre lui.
Lors d'un combat entre AIMS et Metsuboujinrai, Horobi voyant Vulcan sous sa forme Assault Wolf qui s'apprête à porter un coup de grâce à Jin obéit à la volonté de l'Arche qu'il respecte, s'interpose devant Jin et le repousse, recevant le Magnetic Storm Blast Fever de Vulcan de plein fouet. L'impact a fait envoler Horobi en dehors de la zone, annuler sa transformation et a infligé de graves dommages à son corps qui le laissait supposer mort.
Après la destruction de Jin et la fin apparente de la guerre contre MetsubouJinrai.net, le corps d'Horobi est récupéré par A.I.M.S et maintenu immobilisé dans leur base. Alors que l'Arche reste active et que les Magias apparaissent même sans qu'ils ne soient piratés, que l'agitation concernant leur sécurité et l'annonce publique de ZAIA sur leur intention de prendre le contrôle de Hiden Intelligence, Horobi se réveille à l'intérieur de la base de l'A.I.M.S.
Horobi s'échappe plus tard avec l'aide de Jin reconstruit et de Naki dans le corps d'Isamu.
Aruto essaie de le sauver et d'aider à réaliser qu'il avait été manipulé toute sa vie, conduisant Horobi à apparemment faire défection d'Ark. En réalité, il continue à réaliser ses plans car il constate que tant que l'humanité existera, Ark continuera à revenir.
Is tente de l'arrêter ensuite Horobi juste avant qu'il ne lance un assaut à grande échelle contre les humains en utilisant de nombreux Magias car elle a vu en rêve qu'Horobi deviendrait Ark-One. Horobi a fini par refuser d'accepter les opinions d'Is sur une possible coexistence avec les humains, aggravée par l'apparition soudaine de Fuwa et Yua exigeant la destruction d'Horobi.
Is décide toujours d'affronter Horobi seul. Cependant, sa décision s'est avérée fatale car Horobi s'est exclamé qu'il n'avait pas de cœur, avant de tirer sur Is avec l'Attache Arrow.
Cet évènement mène Aruto à devenir Ark-One qui veut se venger d'Horobi et le tuer. Lors d'une bataille entre Ark-One et Horobi, Horobi est vaincu et Jin s'interpose devant Horobi pour protéger l'Humagear qu'il considère comme son père du Perfect Conclusion Learning End d'Ark-One et en meurt.
Empli du désir de vengeance envers Aruto pour le meurtre de celui qu'il considérait comme son fils, Horobi a reçu la visite d'As. As lui donne une Ark Progrise Key vierge aux côtés du Hiden Zero-One Driver cassé, qu'Horobi transformera en Ark-Scorpion Progrise Key et Zetsumetsu Driver.
Contrairement aux autres Kamen Riders qui utilisent des nouvelles formes et autres transformations pour rattraper leurs ennemis, Horobi privilégie l'apprentissage des schémas de combat de ses adversaires et de l'adapter à ses propres compétences, cette méthode lui a permis de surclasser Zero-One Shining Hopper et d'affaiblir temporairement Thouser. Cependant, cette compétence a néanmoins ses limites, car Horobi ne peut pas tenir tête face aux formes supérieures de Zero-One à Shining Hopper et Thouser le surpasse encore.
Horobi est interprété par Syuya Sunagawa (砂川 脩弥, Sunagawa Shūya).

#### ForceRiser
La forme Sting Scorpion (スティングスコーピオン, Sutingu Sukōpion) d'Horobi est la principale forme d'Horobi utilise un MetsubouJinrai ForceRiser et la Sting Scorpion Progrise Key pour se transformer.
Kamen Rider Horobi a une puissance de frappe de ses coups de poing supérieure à toutes les formes standard de Zero-One à l'exception de Breaking Mammoth, et une puissance de frappe de ses coups de pied dépassant  toutes les formes standard de Vulcan ou de Valkyrie. En comparaison, sa hauteur de saut et sa vitesse de course sont médiocres et sont surclassées par la plupart des formes de Zero-One. Ainsi, Horobi ne compte pas sur l'agilité au combat et préfère livrer des attaques peu fréquentes mais puissantes. Horobi démontre également une durabilité exceptionnelle et a résisté à une variété d'attaques de finition capables de forcer d'autres Riders à sortir de la transformation. Horobi peut également invoquer le Rider Model de Sting Scorpion pour l'aider au combat ou le protéger des attaques ennemies.
Au moment où il est sauvé de la garde d' AIMS , les capacités d'apprentissage d'Humagear d'Horobi sont devenues avancées, au point où lui, comme Little Assassin , peut efficacement prédire puis esquiver ou parer les attaques de son adversaire. Cela lui permet d'affaiblir ou de vaincre des adversaires beaucoup plus puissants que lui, tels que Kamen Riders Thouser et Zero-One Shining Hopper , qui le surclassaient à l'origine. Cependant, il est toujours plus faible que Zero-One MetalCluster Hopper.
Horobi est équipé d'un dard empoisonné accroché à son bras nommé Acid Analyze  qui génère divers types de poisons qui sont efficaces non seulement sur les organismes vivants, mais aussi sur les appareils électroniques et les robots, et sert à détruire la cible de l'intérieur. Il excelle dans la génération de poisons qui décomposent les substances au niveau moléculaire et les toxines du système nerveux qui paralysent la cible. L'injection dans le sujet est effectuée en pénétrant une aiguille télescopique située à l'extrémité de l'Acid Analyze, et la force de pénétration est suffisamment puissante pour percer le blindage d'un char d'assaut. En attachant l'Acid Analyze aux membres d'Horobi, des poisons peuvent être injectés par des coups de poing et des coups de pied. Horobi est également capable de détacher l'Acid Analyze de son bras afin de maintenir une cible retenue ou de la contrôler à distance même lorsqu'elle n'est pas transformée.
Les attaques finales d'Horobi sous sa forme Sting Scorpion sont Sting Dystopia (スティングディストピア, Sutingu Disutopia) et Sting Utopia (スティングユートピア, Sutingu Yutopia).

#### Zetsumetsu Driver
Ark-Scorpion (アークスコーピオン, Āku Sukōpion) est la forme finale d'Horobi accessible en insérant l'Ark Scorpion Progrisekey dans le Zetsumetsu Driver qui est  un Hiden Zero-One Driver modifié.
Les mots prononcés lors de l'annonce de la transformation d'Horobi Ark-Scorpion sont les traductions en anglais des mots prononcés dans l'annonce de la transformation d'Ark-One:
- Destruction (破壊, Hakai?, littéralement Destruction) ;
- Ruin (破滅, Hametsu?, littéralement Ruine) ;
- Despair (絶望, Zetsubō?, littéralement Désespoir) ;
- Extinction (滅亡, Metsubō?, littéralement Extinction).

La transformation génère également plusieurs Attache Weapons dispersées sur le champ de bataille, disponibles pour l'utilisateur et son adversaire qu'ils peuvent saisir et utiliser.

### Jin
Jin (迅, littéralement vif, rapide) est un pirate informatique immature spécialisé dans la diffusion de données qui réécrit la programmation de base de HumaGears afin de les transformer en machines à tuer.
Jin est un HumaGear, conçu pour détruire l’humanité avec Horobi. Il n'hésitait pas non plus à détruire un HumaGear déchaîné qui l'attaquait en riant de façon maniaque. Depuis qu'il a appris qu'il était le fils d'Horobi, Jin a commencé à avoir un côté doux. Cependant, Horobi a utilisé un ForceRiser de MetsubouJinrai pour redonner à Jin sa personnalité d'origine. Il devient Kamen Rider Jin (仮面ライダー迅, Kamen Raidā Jin) avec ce MetsubouJinrai ForceRiser et la Flying Falcon Progrise Key.
Il craint également que commettre une seule erreur ne fâche Horobi.
Il blesse Is après la mort d'Horobi.
Il est détruit par Zero-One sous sa forme Shining Assault Hopper.
Il est reconstruit par Ark et obtient le ZAIA SlashRiser et la Burning Falcon Progrise Key.
Néanmoins, après sa reconstruction, il commence à douter des actions effectuées sous les ordres d'Ark.
De plus, Jin a avoué à Aruto que pendant son séjour à MetsubouJinrai.net, ses pensées enfantines l'avaient amené à croire que chaque Humagear était son ami et qu'il voulait qu'ils se connectent au groupe terroriste tout comme lui. Cependant, après sa première mort aux mains de Zero-One, il a finalement compris que régner sur ses «amis» ne le rendrait pas différent des humains qu'il méprisait, ce qui formait son objectif de les libérer de la domination humaine en premier lieu.
Jin commencera à s'allier avec Zero-One et Valkyrie quand Aruto lui démontre que les humains et les Humagears peuvent cohabiter.
Ayant senti sa trahison, Ark utilise son corps comme corps pour Kamen Rider Ark-Zero.
Après qu'Aruto devient Ark-One parce que Horobi a tué Is et veut se venger, il s'interpose dans un combat entre Horobi et Aruto pour protéger Horobi du Perfect Conclusion Learning End d'Ark-One et en meurt.
Jin est interprété par Daisuke Nakagawa (中川 大輔, Nakagawa Daisuke).

#### ForceRiser
Lors du premier arc de la série, Jin utilise un Force Riser et la Flying Falcon Progrise Key pour se transformer.
Sa forme Flying Falcon (フライングファルコン, Furaingu Farukon) dispose d'une paire d'ailes mécaniques lui permettant de voler et il peut utiliser les plumes de ses ailes comme projectiles.
Jin est également capable de produire des câbles de ses mains qui peuvent installer des programmes sur les Humagears, les fidélisant à l'organisation, et même les transformer en Magias.
Sous cette forme, Jin peut rivaliser avec les formes de base de Kamen Rider Zero-One, de Vulcan et de Valkyrie mais est dépassé par les formes Shining Hopper et Shining Assault Hopper de Zero-One et Assault Wolf de Vulcan.
Les attaques finales de Jin sous sa forme Flying Falcon sont Flying Dystopia (フライングディストピア, Furaingu Disutopia) et Flying Utopia (フライングユートピア, Furaingu Yutopia).

#### ZAIA SlashRiser
Depuis sa reconstruction, Jin a obtenu un ZAIA SlashRiser et la Burning Falcon Progrise Key.
Les capacités de la forme Burning Falcon (バーニングファルコン, Bāningu Farukon) a largement surclassé les capacités de Jin sous sa forme Flying Falcon car  Jin peut désormais voler à Mach 3.4, utilise des flammes pour attaquer, augmenter ses capacités d'envol, se protéger.
Sous cette forme, Jin peut très facilement vaincre Vulcan Assault Wolf sans effort, et peut tenir tête face à Thouser.
Les attaques finales de Jin sous sa forme Burning Falcon sont Burning Rain (バーニングレイン, Bāningu Rein) en mode dague et Burning Rain Rush (バーニングレインラッシュ, Bāningu Rein Rasshu) en mode ceinture.

### L'Astronaute Raiden
L'Astronaute Raiden (宇宙野郎 雷電, Uchū Yarō Raiden) est un prototype d'astronaute HumaGear qui est chargé de la gestion du satellite Zea dans l'espace aux côtés de son « frère cadet », Subaru. Bien qu'il travaille pour Hiden Intelligence, il est plus tard révélé être un agent dormant pour MetsubouJinrai.net. MetsubouJinrai.net a utilisé sa connexion au satellite pour le pirater et le connecter à l'Arche afin de pouvoir finaliser l'Assault Grip et l'Assault Wolf Progrise Key pour leur dernier complot. Une fois qu'ils furent terminés cependant, Zero-One les retire des mains de Jin et les donne à Isamu qui les utilisera pour devenir Kamen Rider Vulcan Assault Wolf et a emprunté l'Authorize Buster d'Aruto pour détruire Raiden avec la Buster Dust.
Néanmoins, comme les données de l'astronaute Raiden était conservé par Hiden Intelligence, Horobi a enlevé un Humagear de type gestion agricole et l'a utilisée comme otage pour obtenir d'Aruto l'Uchuyaro Raiden Progrise Key dans le but de faire revivre Ikazuchi.
Après la bataille de Naki et d'Horobi contre ZAIA Japon, les données d'Ikazuchi sont transmises avec succès dans un nouveau corps Humagear et il est entièrement restauré habillé de manière décontractée.
Ikazuchi a ensuite conduit Ark au centre spatial d'Hiden Intelligence. Alors qu'ils avançaient vers le centre spatial, Ikazuchi a eu des souvenirs de son passé d'astronaute d'Hiden Intelligence.
Après qu'Ark-Zero et Ikazuchi se soient retirés dans la base de MetsubouJinrai.NET, Ikazuchi a continué à souvenir des moments de sa vie qu'il partageait avec de son « frère » Subaru.
Finalement, se souvenant de son temps en tant qu'employé de Hiden, Ikazuchi quitta la base de MetsubouJinrai.NET et se rendit à HIDEN Manufacturing pour rencontrer Aruto et l'aider à détruire Ark en lui démontrant qu'il était redevenu Raiden. Ikazuchi informa Aruto qu'Ark avait l'intention de prendre le contrôle du satellite Zea et accompagna Aruto et Jin quand ils sont allés affronter Ark à Daybreak Town. Cependant, lorsque les deux arrivèrent à l'entrée, Ark (dans le corps d'Horobi) apparut accompagné de Naki et sortit Jin avant de révéler qu'il avait prévu que les sentiments persistants d'Ikazuchi pour son frère le conduiraient à aller vers Aruto, et qu'il avait compté là-dessus pour amener Ikazuchi à conduire Aruto vers lui.
Après avoir été piraté par Jin, Raiden a reçu un MetsubouJinrai Force Riser et la Dodo Zetsumerise Key lui permettant de se transformer en Kamen Rider Ikazuchi (仮面ライダー雷, Kamen Raidā Ikazuchi, Kamen Rider Tonnerre),. En se transformant, il est armé des Valk Sabers de Dodo Magia et il dispose du pouvoir d'électrokinésie, ce qui explique son nom. Contrairement aux autres, le Force Riser d'Ikazuchi possède plusieurs Progrise Holders, qui étaient nécessaires pour finaliser l'Assault Grip et l'Assault Wolf Progrise Key.
Il a deux attaques finales sous cette forme: Zetsumetsu Dystopia (ゼツメツディストピア, Zetsumetsu Disutopia) (qui fonctionne de manière similaire au Zetsumetsu Nova du Dodo Magia) et Zetsumetsu Utopia (ゼツメツユートピア, Zetsumetsu Yutopia).
Ikazuchi a pu combattre  Zero-One sous sa forme Shining Hopper et l'a vaincu en raison de son défaut initial qu'était la pression que la forme mettait sur le corps d'Aruto. Néanmoins, il a été rapidement vaincu par Vulcan sous sa forme Assault Wolf.
Ikazuchi est également le premier Kamen Rider basé sur un dodo.
En raison de la position d'Ikazuchi en tant que superviseur du satellite There, Ikazuchi a la capacité unique de contrôler les appareils de communication, y compris Zea lui-même. C'est à cause de cette capacité qu'il a été utilisé par MetsubouJinrai.net pour réactiver Ark et créer l'Assault Wolf Progrise Key. Cette capacité a également été utilisée par Ark-Zero après avoir possédé Ikazuchi et obtenu le Zero-One Driver pour se connecter à Zea et le détourner.
Ikazuchi a une personnalité agressive et impétueuse et aime profondément son petit frère  Subaru, ayant risqué sa vie pour protéger Subaru de Jin.
L'astronaute Raiden est interprété par Daichi Yamaguchi (山口 大地, Yamaguchi Daichi).

### Naki
Naki (亡 [なき], mort)  était à l'origine un Humagear de type ingénieur système qui a été créé et fabriqué par Hiden Intelligence, mais qui fut piraté par Ark.
Après les évènements du Daybreak Town, Naki a eu ses souvenirs effacés par Gai Amatsu et ZAIA Japan et Naki a travaillé pour ces derniers, travail consistant à fournir des informations à Gai.
Quand Naki a montré des désaccords avec Gai sur sa conviction que les Humagears sont des outils et une paisible coexistence des Humagears avec les humains ainsi que sa délivrance d'informations sur les Gigers et de l'Amazing Hecules Progrise Key à Horobi, Naki est abattu par Gai par un tir de revolver. Si Gai détruit son corps, il préserve l'IA de Naki dans une puce qu'il installera dans la tête d'Isamu Fuwa quelque temps après la défaite de Vulcan face à Horobi.
Naki pouvait contrôler Isamu et derrière les vols des Raidrisers et des Progrise Keys de Zaia ainsi que la création des Raiders.
Dans le corps d'Isamu, il a libéré Horobi de l'AIMS avec Jin.
La puce contenant Naki est la raison pour laquelle Isamu a pu initialement accéder à la forme Assault Wolf de Kamen Rider Vulcan car l'Assault Wolf Progrise Key était destiné aux Humagears de MetsubouJinrai.net.
Après les paroles d'Aruto et de Delmo sur le fait que les Humagears ne sont pas des outils et qu'ils pouvaient rêver, Naki décida de trouver son propre rêve malgré le fait qu'elle ne comprend pas ce que cela signifie. Naki jure d'aider d'autres Humagears à poursuivre leurs propres rêves. Synchronisant sa conscience avec celle d'Isamu, ils mettent leurs différences de côté et travaillent ensemble pour vaincre Thouser.
Demandé par Jin et Horobi, Yua a travaillé pour retirer Naki d'Isamu (et l'a même assommé à nouveau avec la même astuce), bien que Jin ne savait pas si Isamu survivrait au processus d'extraction. Une fois le processus terminé, Naki, maintenant dans un nouveau corps physique, a réitéré sa fidélité à MetsubouJinrai.net .
Ark en fait un Kamen Rider, Kamen Rider Naki (仮面ライダー亡 [ナキ], Kamen Raidā Naki), en lui offrant un ForceRiser et la Japanese Wolf Zetsumerise Key.
Après sa renaissance, ayant connu très bien les systèmes de ZAIA Japan , Naki a la capacité de pirater le réseau de tous les systèmes que ZAIA Japan utilise pour leurs produits. et les armes, comme rendre les utilisateurs de ZAIASpec fous ou encore retourner tous les Battle Raiders et les Gigers contre Thouser.
En tant que Kamen Rider, Naki dispose d'une paire de griffes.
Naki est un Humagear agenre.
Naki est interprété par Satsuki Nakayama  (中山咲月, Nakayama Satsuki).

### Monsieur Assassin
L'Assassin Humagear (暗殺ヒューマギア, Ansatsu Hyūmagia), plus connu sous le surnom de  Monsieur Assassin (暗殺ちゃん, Ansatsu-chan)  est une série d'Humagears de type Assassin modifiés par MetsubouJinrai.net. Ils sont initialement tous cinq Humagears de type danseur, de la série Matsurida Z (祭田 ゼット, Matsurida Zetto) . Quatre d'entre eux ont été enlevés et réaffectés par Horobi pour servir MetsubouJinrai.net en tant qu'assassin de l'organisation tandis que le cinquième a survécu et est placé sous la protection d'Aruto. Monsieur Assassin est le propriétaire initial de la Dodo Zetsumerise Key, l'ayant utilisé pour devenir le premier Dodo Magia.
Si au départ, il apprend et obéit aux ordres d'Horobi et de Jin, il finit par trahir Metsuboujinrai.net.
Monsieur Assassin a la capacité spéciale d'augmenter leur potentiel de combat en apprenant de leurs expériences passées et même d'évoluer quand il en a accumulé assez.
Après avoir accumulé suffisamment de données d'expériences passées, le Dodo Magia évolue en Dodo Magia Custom (ドードーマギア改, Dōdō Magia Kai).
Quand il évolue en Dodo Magia Custom (ドードーマギア改, Dōdō Magia Kai), il est équipé d'une armure thoracique qui peut résister aux explosions de l'Attache Shotgun, de trois lance-grenades sur chaque épaule et de lance-bombes fumigènes sur ses avant-bras.
Sous sa forme de Dodo Magia Custom, il a vaincu Valkyrie puis Vulcan sous leurs formes de base.
Quand il évolue en Dodo Magia Custom 2 , il possède désormais des boules métalliques qui peuvent être lancées  à courte portée sur des Humagears pour les transformer en Dodo Magia Chicks, ses propres soldats personnels . En plus des armements de sa forme précédente, il est équipé de deux canons anti-aériens qui sont montés sur sa tête.
Sous cette forme, il est même plus fort que ses ex-supérieurs, Horobi et Jin mais il est surpassé par Zero-One sous sa forme Shining Hopper.
Peu importe la forme, Monsieur Assassin se  transforme en Dodo Magia (ドードーマギア, Dōdō Magia) en utilisant la Dodo Magia Zetsumerisekey dans un Zetsumeriser.
Il est armé des Valk Sabers (ヴァルクサーベル, Varuku Sāberu), une paire d'épées en forme de plumes.
Monsieur Assassin en tant que Dodo Magia est le premier monstre de la série à vaincre un Kamen Rider ainsi que le premier monstre d'une série Kamen Rider basé sur un dodo.
Dans toutes ces incarnations, l'Assassin Humagear est interprété par Ryunosuke Matsumura  (松村龍之介, Matsumura Ryūnosuke).

### As
As (アズ, Azu) est une Humagear qui sert de messager à Ark.
Elle ressemble beaucoup physiquement à Is, les seules différences physiques sont ses cheveux plus longs que ceux d'Is et ses mèches rouges.
As apparaît pour la première fois à Aruto Hiden, faisant semblant d'être Is fonctionnant mal  pour recueillir des informations sur Zero-One pour son maître, Ark. Après cela, elle apparaît plus tard devant les 4 membres de MetsubouJinrai.net afin de rassembler leurs données de singularité à l'aide de l'Ark-One Progrisekey.
As a d'abord interrogé Horobi sur ce qui avait déclenché sa singularité et lui a demandé si cela avait quelque chose à voir avec son but initial en tant que HumaGear de type père, mais Horobi a simplement déclaré qu'il n'existait que pour servir Ark. Cependant, après qu'As a rappelé à  Horobi le temps où il a sauvé Jin sans aucune incitation d'Ark, Horobi s'est rendu compte que cela avait quelque chose à voir avec sa singularité et As a pu rassembler ses données de singularité pour la renaissance d'Ark.
As a ensuite approché Ikazuchi pour ses données sur sa singularité et les a collectées après lui avoir rappelé que sa singularité était due à son « jeune frère » Subaru.
As est allée voir Naki et a extrait les données de singularité sur le désir de Naki d'aider d'autres HumaGears à réaliser leurs rêves.
Après avoir collecté les données de singularité de trois des quatre membres de MetsubouJinrai.net, il ne restait que Jin.
Elle a premièrement essayé de tromper Jin avec une simulation d'Aruto Hiden et a tenté de lui faire révéler qui l'avait reconstruit, car ce n'était pas Ark, mais Jin su que cette simulation n'était le Zero-One qu'il connait  et a obligé As à se révéler. As s'est présentée et a déclaré qu'elle n'avait aucune idée de ce qui avait poussé Jin à atteindre sa singularité. Jin a répondu que c'était simple, son point de singularité était Horobi et sa mort apparente a déclenché sa pleine évolution.
Après que Jin ait permis à As de collecter ses données, As est retourné auprès d'Ark avec les données qu'elle avait été envoyée pour recueillir. As a dit à Ark qu'elle avait collecté toutes les données de singularité, auquel Ark lui répondra que tout s'était déroulé selon ce qu'il avait prédit.
Après le meurtre d'Is par Horobi, As apparaît devant Aruto avec l'apparence d'Is, lui donne l'Ark-One Progrise Key, et manipule son désespoir et sa rage face à la mort d'Horobi, afin qu'il puisse devenir le premier hôte humain d'Ark en tant que Kamen Rider Ark-One.
As est rusée, vaniteuse et flirteuse contrairement à Is qui est beaucoup plus obéissante, compatissante et plaisante.
Comme ls, As est interprétée par Noa Tsurushima (鶴嶋 乃愛, Tsurushima Noa).

## Humagears
Les HumaGears (ヒューマギア, Hyūmagia) sont des intelligences artificielles à part entière dans des corps d'androïdes développés par Hiden Intelligence qui sont impossibles à distinguer des humains en raison de leur apparence réaliste. Quand MetsubouJinrai.net pirate des HumaGears (en particulier ceux qui ne sont pas exclusifs à Hiden Intelligence), les androïdes deviennent des Magias et reçoivent une Zetsumerise Key, une grande carte SD similaire aux Progrise Keys et un Driver pour se transformer dans une forme combative.

## Progrise  Keys
Les Progrise Keys (プログライズキー, Puroguraizu Kī) sont des cartes SD/ clés hybrides qui permettent aux Kamen Riders de la série d'utiliser les pouvoirs des animaux,.
Progrise est la combinaison des mots anglais « progress »et « rise ».
Il y a également une variante de Progrise Keys utilisée par les Magias : les Zetsumerise Keys (ゼツメライズキー, Zetsumeraizu Kī) .
Les Zetsumerise Keys sont des Progrises Keys modifiées qui sont utilisées avec le ZetsumeRiser par MetsubouJinrai.net pour transformer les HumaGears en Magias. Contrairement aux Progrise Keys, elles contiennent exclusivement les données d'animaux éteints. Après qu'un Magia a été détruit par un Kamen Rider, la Zetsumerise Key fissurée est placée dans un Progrise Key Connector par Horobi pour extraire ses données. Même après avoir été fissuré, les Zetsumerise Keys  peuvent toujours être utilisées pour se transformer en Magia. Certaines Zetsumerise Keys peuvent également être utilisées avec d'autres appareils de transformation pour se transformer en un Kamen Rider, comme le fait Ichigata dans le film Reiwa The first Generation ou encore Ikazuchi, Thouser, Naki et Orthoros Vulcan dans la série.
Zetsumerise est un mot-valise des mots « zetsumetsu » (絶滅, Littéralement extinction) et « rise ».

### Rider Models
Les Rider Models (ライダーモデル, Raidāmoderu) sont les manifestations des données des animaux contenues dans les Progrise Keys. Ils sont principalement utilisés pour la transformation en Kamen Rider, mais peuvent être invoqués dans certains autres cas.
Il y a également les Lost Models (ロストモデル, Rosuto Moderu), les manifestations des données d'animaux éteints contenues dans les Zetsumerise Keys.
Contrairement aux autres dispositifs de transformation, l' AIMS Shotriser n'intègre pas de Rider Model dans son processus de transformation, excepté pour l'Assault Wolf Progrise Key et la Rampage Gatling Progrise Key, qui ont tous deux été créés en utilisant les données de plusieurs Progriskeys standard et la Japanese Wolf Zetsumerise Key.
Le MetsubouJinrai Forceriser et le ZAIA Thousandriver invoquent des versions entièrement argentées des Rider Models.
Le Shining Assault Hopper Rider Model se manifeste comme une sauterelle robotique qui se transforme mécaniquement en un ensemble d'armure pour Zero-One tout en restant en une seule pièce, plutôt que de se séparer en plusieurs parties qui sont converties en brins d'ADN avant d'être reconstruit sur son sous-vêtement comme un Rider Model normal. Le MetalCluster Hopper Rider Model est construit à partir de centaines de petites sauterelles mécaniques appelées Cluster Cells, qui séparent et forment une armure autour du sous-vêtement de Zero-One. Les Cluster Cells sont également utilisés par la Progrise Hopper Blade pour former des constructions pour améliorer ses attaques.
Contrairement à tous les autres Rider Models, le Hopper Kangaroo Rider Model  apparaît comme un dessin d'un kangourou lorsqu'il est manifesté pour transformation.
Utilisés dans un ForceRiser, les Dodo et Japanese Wolf Zetsumerisekeys n'invoquent pas de Lost Model.
Les Rushing Cheetah, Lightning Hornet, Punching Kong et Breaking Mammoth Rider Models, ainsi que la version normale du Sting Scorpion Rider Model apparaissent exclusivement via l'utilisation de la Rampage Gatling Progrise Key .
Tous les Rider Models qui provenaient d'Ark-Zero apparaissent sous la forme de liquides noirs.

## Attache Weapons
Les Attache Weapons (アタッシェーウェポン, Atasshu Wepon)  sont des armes utilisées par les Kamen Riders de la série.  Bien que chaque Kamen Rider puisse utiliser n'importe quelle Attache Weapon, une Attache Weapon est associée à un Kamen Rider en particulier.
Kamen Rider Ark-Zero a la capacité unique de créer des Attache Weapons à partir de rien via l'Ark Driver-Zero , tandis que Kamen Rider Horobi Ark Scorpion peut matérialiser des armes pendant la transformation.
L'Attache Calibur est l'arme de prédilection de Zero-One. Il s'agit d'une épée de couleur noir et jaune.
L'Attache Shotgun est l'arme de prédilection des Kamen Riders d'A.I.M.S. Il s'agit d'un fusil à pompe de couleur noir et bleu.
L'Attache Arrow est  l'arme de prédilection de Horobi. Il s'agit d'un arc de couleur violet et noir accompagné de flèches.

## Épisodes
La série se compose officiellement de quatre arcs narratifs:
- Arc Manœuvres secrètes de Metsuboujinrai.net (「暗躍する滅亡迅雷.net」編, An'yakusuru Metsubōjinrai.net Hen?) (épisodes 1-16) : cet arc introduit les personnages principaux de l'histoire et présente les conflits internes entre Hiden Intelligence, AIMS et MetsubouJinrai.net. Après le décès de Korenosuke HIden, le groupe cyberterroriste « Metsuboujiinrai.net » commence ses activités. Le cyberterroriste Jin de Metsouboujinrai transforme les Humagears en Magia après avoir atteint la « Singularité », une évolution hors de portée de l'imagination humaine. L'AIMS, une agence spéciale anti-intelligence artificielle, est envoyée pour lutter contre les Magias, mais elle est incapable de recueillir des informations sur la situation. Comme Korenosuke avait prédit l'apparition des cyberterroristes, il a prévu deux armes pour lutter contre Metsuboujinrai.net que seul le président de Hiden était autorisé à utiliser : le « Zero-One Driver » et la « Progrise Key ». La personne désignée pour lui succéder était le petit-fils de Korenosuke, Aruto Hiden, un jeune comédien qui rêve de faire sourire les gens. Aruto décide de devenir PDG d'Hiden Intelligence pour devenir Kamen Rider Zero-One et créer un monde où les Humagears et les humains puissent sourire ensemble[51].

- Arc Compétition en cinq tours sur les lieux de travail de Zaia Enterprise (「お仕事5番勝負、ZAIAエンタープライズ」編, Oshigoto Goban Shōbu, ZAIA Entāpuraizu Hen?) (épisodes 17-30) :  Après qu'Aruto Hiden ait détruit Jin et qu'Horobi ait été capturé par l'AIMS et placé sous sa surveillance, les menaces que représentent les Magias et Metsuboujinrai.net semblaient avoir été arrêtées. Cependant, même sans l'intervention de Metsuboujinrai.net, une série d'incidents se produisent au cours desquels des Humagears se transforment en Magias et attaquent les gens. Alors qu'Aruto cherche la raison à cela; Gai Amatsu, le président de la branche japonaise de ZAIA Enterprise apparaît, le critique avec véhémence et déclare que s'il ne peut prouver l'utilité des Humagears, il rachètera les actions de Hiden Intelligence et en prendra le contrôle. Aruto et Gai ont décidé de résoudre ce conflit à travers une compétition sur des lieux de travail entre des humains équipés de « ZAIA Spec » et les Humagears sélectionnés parmi Hiden. Alors qu'Hiden et Zaia Japan se confrontent, une personne mystérieuse distribue un outil appelé "Raid Riser" aux êtres humains, qui les  transforment en un monstre appelé "Raider". Pensant que cette personne ait connectée à Metsuboujinrai.net, Fuwa Isamu la poursuit et découvre une horrible vérité[51]….
- Arc Lutte! Hiden Manufacturing (「奮戦！飛電製作所」編, Funsen! Hiden Seisakusho Hen?) (épisodes 31-41) : Après avoir perdu la compétition en cinq tours, Hiden Intelligence est devenue une filiale de ZAIA Enterprise Japan et Aruto perd sa place de PDG remplacé par Gai Amatsu. Gai prononce la réupération et la destruction de tous les Humagears. Cependant, Aruto n'a pas encore abandonné sa confiance en les Humagears et Is le contraint à former une nouvelle entreprise, Hiden Manufacturing, avec Isamu comme garde du corps. Hiden Manufacturing est une TPE centrée sur l'assistance aux personnes qui croient au potentiel des Humagears et qui souhaitent toujours travailler avec les Humagears et non à les utiliser comme des outils. S'opposant au retour des Humagears, Gai prend diverses mesures pour entraver le travail de Hiden Manufacturing. Alors que le conflit entre les deux Hiden se poursuit, Jin et Horobi reforment Metsuboujinrai.net avec Naki et Ikazuchi. Metsuboujinrai.net, enfin réuni, relance Ark comme un Kamen Rider; ce dernier en profite pour déclarer la guerre à l'humanité[51].
- Arc Décollage vers le futur! Hiden Intelligence! (「明日へ向かって飛べ！飛電インテリジェンス」編, Ashitae Mukatte Tobe! Hiden Interijensu Hen?) (épisodes 42-45) : Après la rédemption de Gai Amatsu et la défaite d'Ark par Aruto et Horobi, Aruto espérait qu'une société dans laquelle les humains et les Humagears continueraient à travailler main dans la main était sur le point de voir le jour, mais comme les « cœurs » des humains sont la source de la malveillance, Horobi est déterminé à empêcher l'émergence d'un prochain « Ark» et tente une fois de plus d'anéantir l'humanité. L'Humagear Is tente de le persuader d'arrêter de se battre après avoir perçu une contradiction dans le discours et les actes d'Horobi car Horobi niait avoir un coeur tout en haissant l'humanité. Horobi, refusant d'admettre sa contradiction, tue de colère Is. Voir sa plus proche amie se faire détruire et de ne plus pouvoir la ramener à la vie met Aruto dans un état de tristesse et de haine intense envers Horobi et le fait devenir le nouvel Ark : Ark-One. Ark-One tente de tuer Horobi mais au moment où il allait le tuer, celui qu'Horobi considère comme son fils, Jin s'interpose et prend le coup d'Aruto qui était destiné à Horobi. Jin meurt alors qu'il tentait d'interrompre le conflit entre Horobi et Aruto tout en voulant faire reconnaître à Horobi qu'il avait un coeur. A son tour, Horobi est transformé par la tristesse d'avoir perdu Jin et est submergé par la colère et la haine envers Aruto; devient lui aussi Ark : Horobi Ark-Scorpion. Le combat entre Aruto et Horobi ne peut plus être arrêté[51]...

## Films
Kamen Rider Zero-One a fait un cameo dans Kamen Rider Zi-O : Over Quartzer.

### Reiwa The First Generation
Un projet de film, intitulé Kamen Rider Next Generations 2020 (仮面ライダー ネクストジェネレーションズ 2020, Kamen Raidā Nekusuto Jenerēshonzu 2020) est prévu pour sortir en hiver 2019. Le film est finalement intitulé Kamen Rider Reiwa The First Generation (仮面ライダー 令和 ザ・ファースト・ジェネレーション, Kamen Raidā Reiwa Za Fāsuto Jenerēshon). C'est un cross-over entre Kamen Rider Zero-One et le dernier Heisei Rider, Kamen Rider Zi-O,,.

### Kamen Rider Zero-One: REAL×TIME
Le film d'été consacré à  Kamen Rider Zero One devait sortir au cinéma à partir du 23 juillet 2020  mais fut reporté en raison de la pandémie de Covid-19 au Japon pour une sortie à une date ultérieure,. Le film sortira finalement le 18 décembre 2020,.

### Zero-One: Others
Une duologie centrée sur les personnages secondaires de Zero-One est sortie en 2021.

## Distribution
- Aruto Hiden (飛電 或人, Hiden Aruto?): Fumiya Takahashi (高橋 文哉, Takahashi Fumiya?)[2]
- Isamu Fuwa (不破 諫, Fuwa Isamu?): Ryutaro Okada (岡田 龍太郎, Okada Ryūtarō?)
- Is (イズ, Izu?), As (アズ, Azu?): Noa Tsurushima (鶴嶋 乃愛, Tsurushima Noa?)
- Yua Yaiba (刃 唯阿, Yaiba Yua?): Hiroe Igeta (井桁 弘恵, Igeta Hiroe?)
- Jin (迅?): Daisuke Nakagawa (中川 大輔, Nakagawa Daisuke?)
- Horobi (滅?): Syuya Sunagawa (砂川 脩弥, Sunagawa Shūya?)
- Jun Fukuzoe (福添 准, Fukuzoe Jun?): Kazuya Kojima (児嶋 一哉, Kojima Kazuya?)
- Shester (シェスタ, Shesuta?): Asumi Narita (成田 愛純, Narita Asumi?)
- Sanzō Yamashita (山下 三造, Yamashita Sanzō?): Arata Saeki (佐伯 新, Saeki Arata?)
- Zat (ザット, Zatto?, Voix): Noriko Hidaka (日髙 のり子, Hidaka Noriko?)
- Gai Amatsu (天津 垓, Amatsu Gai?): Nachi Sakuragi (桜木 那智, Sakuragi Nachi?)
- Ikazuchi (雷?): Daichi Yamaguchi (山口 大地, Yamaguchi Daichi?)
- Naki (亡?): Satsuki Nakayama (中山 咲月, Nakayama Satsuki?)
- Shesta (シェスタ, Shesuta?): Asumi Narita (成田 愛純, Narita Asumi?)
- Sanzō Yamashita (山下 三造, Yamashita Sanzō?): Arata Saeki (佐伯 新, Saeki Arata?)
- Assassin HumaGear (暗殺ヒューマギア, Ansatsu Hyūmagia?), Matsurida Z (祭田 ゼット, Matsurida Zetto?): Ryunosuke Matsumura (松村 龍之介, Matsumura Ryūnosuke?)
- Soreo Hiden (飛電 其雄, Hiden Soreo?): Koji Yamamoto (山本 耕史, Yamamoto Kōji?)
- Jun Fukuzoe (福添 准, Fukuzoe Jun?): Kazuya Kojima (児嶋 一哉, Kojima Kazuya?)
- Korenosuke Hiden (飛電 是之助, Hiden Korenosuke?): Tokuma Nishioka (西岡 德馬, Nishioka Tokuma?)
- Ai-chan (アイちゃん?, Voix): M·A·O
- Ark (アーク, Āku?, Voix): Show Hayami (速水 奨, Hayami Shō?)
- Narration: Kōichi Yamadera (山寺 宏一, Yamadera Kōichi?)

## Thèmes musicaux

### Générique de début
- REAL×EYEZ[60],[61]
  - Composition: J
  - Arrangement: DJ'Tekina//Something
  - Artistes: J×Takanori Nishikawa